# Ломки (Потаповское сельское поселение)
Ломки — деревня в Гагаринском районе Смоленской области России. Входит в состав Потаповского сельского поселения. Население — 3 жителя (2007 год).
Расположена в северо-восточной части области в 7 км к юго-западу от Гагарина, в 2 км севернее автодороги М1 «Беларусь». В 7 км северо-западнее деревни расположена железнодорожная станция Василисино на линии Москва — Минск.

## История
В годы Великой Отечественной войны деревня была оккупирована гитлеровскими войсками в октябре 1941 года, освобождена в марте 1943 года.